# Lilian Kasait Rengeruk
Lilian Kasait Rengeruk (* 3. Mai 1997 im West Pokot District) ist eine kenianische Leichtathletin, die sich auf den Langstreckenlauf spezialisiert hat.

## Sportliche Laufbahn
Erste internationale Erfahrungen sammelte Lilian Rengeruk bei den  Jugendweltmeisterschaften 2013 in Donezk, bei denen sie in 8:58,74 min die Goldmedaille im 3000-Meter-Lauf gewann. Bei den Crosslauf-Afrikameisterschaften 2014 in Kampala wurde sie in 19:51 min Fünfte in der U20-Wertung und sicherte sich mit dem Team die Goldmedaille. Anschließend gewann sie bei den Juniorenweltmeisterschaften in Eugene in 9:00,53 min die Silbermedaille. Bei den Crosslauf-Weltmeisterschaften 2017, ebenfalls in Kampala, gewann sie in 32:12 min die Bronzemedaille bei den Erwachsenen hinter ihren Landsfrauen Irene Cheptai und Alice Aprot Nawowuna. Zudem sicherte sie sich mit dem Team die Goldmedaille. Im Jahr darauf erreichte sie bei den Afrikameisterschaften in Asaba in 16:04,51 min den fünften Rang im 5000-Meter-Lauf. Bei den Crosslauf-Weltmeisterschaften 2019 in Aarhus gelangte sie nach 37:35 min auf den zwölften Platz. Im August siegte sie bei den Afrikaspielen in Rabat in 15:33,63 min über 5000 Meter. Anschließend belegte sie bei den Weltmeisterschaften in Doha in 14:36,05 min im Finale den fünften Platz. 2021 nahm sie an den Olympischen Sommerspielen in Tokio teil und wurde dort mit 14:55,85 min Zwölfte.
Im September 2022 wurde Rengeruk von der unabhängigen Integritätskommission AIU des Weltverbandes World Athletics aufgrund der Einnahme des verbotenen Hormonpräparates Letrozol mit einer zehnmonatigen Dopingsperre belegt. Im Jahr darauf wurde sie bei den Bislett Games in 8:25,90 min Zweite über 3000 Meter, wie auch beim Memoriał Kamili Skolimowskiej in 8:27,80 min. Anschließend belegte sie bei den Weltmeisterschaften in Budapest mit 14:59,32 min im Finale den zehnten Platz über 5000 Meter und siegte dann in 14:26,46 min beim Memorial Van Damme. Bei den Crosslauf-Weltmeisterschaften 2024 in Belgrad gewann sie in 31:08 min die Silbermedaille im Einzelbewerb hinter ihrer Landsfrau Beatrice Chebet und gewann in der Teamwertung die Goldmedaille. Im August belegte sie bei den Olympischen Sommerspielen in Paris in 30:45,04 min den fünften Platz im 10.000-Meter-Lauf.
In den Jahren 2017 und 2023 wurde Rengeruk kenianische Meisterin im 5000-Meter-Lauf.

## Persönliche Bestzeiten
- 1500 Meter: 4:12,5 min, 27. Mai 2023 in Nairobi
- 3000 Meter: 8:25,90 min, 15. Juni 2023 in Oslo
- 5000 Meter: 14:23,05 min, 9. Juni 2023 in Paris
- 10.000 Meter: 29:26,89 min, 25. Mai 2024 in Eugene
- 10-km-Straßenlauf: 29:32 min, 14. Januar 2024 in Valencia